# Lycianthes solitaria
Lycianthes solitaria är en potatisväxtart som beskrevs av Cheng Yih Wu och A. M. Lu. Lycianthes solitaria ingår i Himmelsögonsläktet som ingår i familjen potatisväxter. Inga underarter finns listade i Catalogue of Life.